# Hotel Waldorf (Fargo)
El Hotel Waldorf (más tarde conocido como Hotel Milner y Hotel Earle) fue un edificio hotelero en Fargo (Estados Unidos) con entradas en las calles Seventh y Front. Se inauguró el 1 de abril de 1899 y fue demolido en 1951.

## Historia
Fue construido en el sitio de la antigua casa de Sherman, en diagonal a través de Front Street desde el nuevo depósito de Northern Pacific. Costó más de 75 000 dólares estadounidenses y los muebles 19 000 dólares. El capital fue proporcionado en gran parte por O. J. DeLendrecie, un comerciante de Fargo, que poseía y operaba la tienda por departamentos más grande al oeste de las Ciudades Gemelas .
El propietario del hotel era RR Wise. Fue alquilado y amueblado por Samuel Mathews y George E. Nichols. Los hermanos Hancock de Fargo fueron los arquitectos. Los contratistas fueron Stewart Wilson para el sótano y JH Bowers para las otras partes de la estructura.
La planta de calefacción fue instalada por Archambo Heating Company, Minneapolis. Los ladrillos fueron proporcionados por Twin Cities y los adornos por Portage Sandstone Company.
Sres. Ashelman Bros. & Prescott hizo la decoración con la excepción del techo del comedor. También hicieron el papel colgando y pintando. Milton Earl Beebe tuvo la supervisión del trabajo.
La plomería estuvo a cargo de Fargo Plumbing Company y fue uno de los trabajos más grandes jamás realizados en la ciudad. Ellos importaron un cargamento completo de bañeras para el contrato.
La Mantel & Tile Company de Saint Paul, Minnesota, se encargó del trabajo del mármol y los azulejos.

## Arquitectura
El exterior era 42,7 x 45,7 m, cuatro plantas y sótano. Medía 19 m de altura. El sótano es de piedra. Las paredes son de ladrillo prensado rosa adornado con piedra de entrada de Portland. Hay un balcón de hierro de 21 m alrededor del frente. El Waldorf tenía 108 habitaciones además de 15 habitaciones para ayuda. Había 40 suites con baños y 15 habitaciones con agua fría y caliente. Había campanas de regreso en cada habitación y conexión telefónica con la oficina desde varias de las suites principales. El ascensor funcionaba con electricidad, lo que lo convertía en ese momento en el único hotel del estado que tenía esta característica. La casa se calentaba con vapor en todas partes. Las habitaciones eran grandes. El suelo era de mosaicos, los revestimientos de madera, el mostrador y el escritorio eran de mármol blanco y gris. La oficina medía 22,9 x 30,5 m. La chimenea contenía una repisa tallada de roble. Había inmensas ventanas de vidrio plano. Los arcos fueron tallados.
A los pisos superiores se accedía por una amplia escalera de acero y mármol, y por un ascensor eléctrico. Los muebles costaron más de 19 000 dólares; era de caoba maciza y roble, con algunas suites de arce ojo de pájaro. Había seis salones en suite. El cuarto piso era exclusivamente para huéspedes regulares y estaba equipado con armarios y otras comodidades necesarias para la vida hogareña. Los somieres del segundo piso eran de latón, y los pisos de arriba eran de hierro con adornos de latón.
El comedor medía 12,2 x 22,9 m. Tenía ventanas arqueadas cubiertas con cortinas. El techo estaba teñido y pintado al fresco con diseños florales. En un extremo del comedor había dos nichos, a los que se accedía a través de arcos tallados. El mobiliario del comedor incluía un aparador. La porcelana estaba decorada y la plata era de diseño moderno. La habitación tenía suelo de arce. La cocina era moderna. La lavandería y la hielera estaban en el sótano. Los alojamientos para la ayuda estaban alojados en un anexo. Justo al lado de la oficina y cerca de la entrada de la calle Séptima había una sala de espera para damas que contenía un escritorio y una alfombra oriental. Al oeste de la oficina había una farmacia, 8,2 x 18,3 m, con una abertura a la oficina, y al oeste de eso una joyería, 7,3 x 9,1 m.